# Q36.5 Pro Cycling Team
Q36.5 Pro Cycling Team (código UCI: Q36) es un equipo ciclista profesional suizo de categoría UCI ProTeam que fue creado en 2023.

## Historia
El equipo hizo su debut oficial en 2023 y es dirigido por Douglas Ryder, antiguo director general del conjunto Team Qhubeka NextHash desaparecido en 2021. El equipo está patrocinado por Q36.5 (una marca italiana especialista en equipaciones y vestimenta ciclista). Vincenzo Nibali es el consejero técnico del equipo.

## Corredor mejor clasificado en las Grandes Vueltas
| Año  | Giro de Italia      | Tour de Francia | Vuelta a España |
| ---- | ------------------- | --------------- | --------------- |
| 2023 | -                   | -               | -               |
| 2024 | -                   | -               | -               |
| 2025 | 13.º Thomas Pidcock | Bandera de ?    | Bandera de ?    |

## Palmarés
Para años anteriores, véase Palmarés del Q36.5 Pro Cycling Team.

### Palmarés 2025

#### UCI WorldTour
| Fechas       | Carreras        | Ganador       |
| 17 de agosto | ADAC Cyclassics | Rory Townsend |

#### UCI ProSeries
| Fechas        | Carreras                               | Ganador          |
| 20 de febrero | 2.ª etapa de la Vuelta a Andalucía     | Thomas Pidcock   |
| 5 de junio    | 2.ª etapa del Tour de Eslovenia        | Fabio Christen   |
| 6 de agosto   | 2.ª etapa de la Vuelta a Burgos        | Matteo Moschetti |
| 9 de agosto   | 3.ª etapa de la Arctic Race de Noruega | Thomas Pidcock   |

#### Circuitos Continentales UCI
| Fechas        | Circuito             | Carreras                     | Ganador          |
| 29 de enero   | UCI Asia Tour 2025   | 2.ª etapa del AlUla Tour     | Thomas Pidcock   |
| 31 de enero   | UCI Asia Tour 2025   | 4.ª etapa del AlUla Tour     | Thomas Pidcock   |
| 1 de febrero  | UCI Asia Tour 2025   | 5.ª etapa del AlUla Tour     | Matteo Moschetti |
| 1 de febrero  | UCI Asia Tour 2025   | AlUla Tour                   | Thomas Pidcock   |
| 15 de febrero | UCI Europe Tour 2025 | Vuelta a Murcia              | Fabio Christen   |
| 8 de marzo    | UCI Europe Tour 2025 | Gran Premio Criquielion      | Matteo Moschetti |
| 2 de abril    | UCI Europe Tour 2025 | 1.ª etapa del Tour de Grecia | Matteo Moschetti |
| 6 de abril    | UCI Europe Tour 2025 | 5.ª etapa del Tour de Grecia | Matteo Moschetti |

#### Campeonatos nacionales
| Fechas      | Carreras                      | Ganador       |
| 29 de junio | Campeonato de Irlanda en Ruta | Rory Townsend |

## Plantilla
Para años anteriores, véase Plantillas del Q36.5 Pro Cycling Team.

### Plantilla 2025
| Nombre                | Nacimiento | Nacionalidad | Equipo 2024                |
| Enekoitz Azparren     | 05/08/2002 | España       | Euskaltel-Euskadi          |
| Xabier Mikel Azparren | 25/02/1999 | España       | Q36.5 Pro Cycling Team     |
| Matteo Badilatti      | 30/07/1992 | Suiza        | Q36.5 Pro Cycling Team     |
| Sjoerd Bax            | 06/01/1998 | Países Bajos | UAE Team Emirates          |
| Gianluca Brambilla    | 22/08/1987 | Italia       | Q36.5 Pro Cycling Team     |
| Walter Calzoni        | 08/08/2001 | Italia       | Q36.5 Pro Cycling Team     |
| Marcel Camprubí       | 15/09/2001 | España       | Q36.5 Pro Cycling Team     |
| Fabio Christen        | 29/06/2002 | Suiza        | Q36.5 Pro Cycling Team     |
| David de la Cruz      | 06/05/1989 | España       | Q36.5 Pro Cycling Team     |
| Mark Donovan          | 03/04/1999 | Reino Unido  | Q36.5 Pro Cycling Team     |
| Frederik Frison       | 28/07/1992 | Bélgica      | Q36.5 Pro Cycling Team     |
| David González        | 21/02/1996 | España       | Caja Rural-Seguros RGA     |
| Damien Howson         | 13/08/1992 | Australia    | Q36.5 Pro Cycling Team     |
| Emīls Liepiņš         | 29/10/1992 | Letonia      | Team dsm-firmenich PostNL  |
| Kamil Małecki         | 02/09/1996 | Polonia      | Q36.5 Pro Cycling Team     |
| Matteo Moschetti      | 14/08/1996 | Italia       | Q36.5 Pro Cycling Team     |
| Giacomo Nizzolo       | 30/01/1989 | Italia       | Q36.5 Pro Cycling Team     |
| Nicolò Parisini       | 25/04/2000 | Italia       | Q36.5 Pro Cycling Team     |
| Joseph Pidcock        | 20/03/2002 | Reino Unido  | Trinity Racing             |
| Thomas Pidcock        | 30/07/1999 | Reino Unido  | INEOS Grenadiers           |
| Jannik Steimle        | 04/04/1996 | Alemania     | Q36.5 Pro Cycling Team     |
| Rory Townsend         | 30/06/1995 | Irlanda      | Q36.5 Pro Cycling Team     |
| Milan Vader           | 18/02/1996 | Países Bajos | Team Visma \| Lease a Bike |
| Harm Vanhoucke        | 17/06/1997 | Bélgica      | Lotto Dstny                |
| Nickolas Zukowsky     | 03/06/1998 | Canadá       | Q36.5 Pro Cycling Team     |

Stagiaires

Desde el 1 de agosto, los siguientes corredores pasaron a formar parte del equipo como stagiaires (aprendices a prueba).
| Corredor          | Nacimiento | Nacionalidad | Equipo 2025          |
| ----------------- | ---------- | ------------ | -------------------- |
| William Colorado  | 24/06/2004 | Colombia     | GW Erco Shimano      |
| Martijn Rasenberg | 09/11/2001 | Países Bajos | Parkhotel Valkenburg |